# Marina Frolova Ignatieva
Marina Frolova Ignatieva (Rusia, 24 de junio de 1969) es una geógrafa rusa, especializada en la interpretación y evaluación del paisaje. 

## Trayectoria
Es licenciada (1992) en Geografía, Ecología y Paisaje por la Universidad Estatal de Moscú, cuya tesina versó sobre «Particularidades de las estructuras y del funcionamiento de los paisajes de la Sierra de Racha en el Cáucaso Central». En 2000 obtuvo el título de Doctora en Geografía y Ordenación del Territorio por la Universidad de Toulouse II gracias a una tesis doctoral, bajo la dirección de Georges Bertrand y Alexeï Reteyum, con el título «Los Paisajes del Cáucaso: contribución geográfica al estudio de las representaciones y de las modelizaciones de la montaña». Ha trabajado con diferentes instituciones como la Universidad Estatal de Moscú, Ecôle d’Architecture et de Paysage de Burdeos, el Instituto de Geografía de la Academia de Ciencias de Rusia, el Laboratorio GEODE de la Universidad de Toulouse II – Le Mirail, la Universidad de Jaén o la Universidad Autónoma de México. En la actualidad trabaja como investigadora en la Universidad de Granada, en el Instituto de Desarrollo Regional. Así mismo es vocal de la junta directiva de la Asociación de Geógrafos Españoles.